# Succinea costaricana
Succinea costaricana es una especie de caracol de tierra, un molusco gastrópodo pulmonado terrestre, en la familia Succineidae, los caracoles de ámbar.

## Distribución
La distribución de esta especie es Neotropical e incluye:
- Costa Rica
- México

## Ecología
Succinea costaricana normalmente vive debajo de la hojarasca.

## Importancia humana
Succinea costaricana es considerado una plaga de cuarentena, el cual afecta plantas ornamentales. En 1992, se estimó una densidad de población estimada en 282,900 caracoles por ha en una granja de la planta ornamental  Dracaena en Limón Provincia, Costa Rica
Era una especie escasa en el bosque tropical lluvioso, cuando quitaron el bosque para sembradíos, y eliminaron sus depredadores y parásitos, la población explotó. Es considerado uno de los pocos casos de éxito en el control de una plaga de moluscos, ya que cambios en las técnicas de cultivo acabaron con ella.